# Maffashion
Maffashion, właśc. Julia Angelika Kuczyńska (ur. 22 września 1987 w Złotowie) – polska blogerka modowa, influencerka, aktorka niezawodowa i celebrytka.

## Życiorys
Jej matka pracuje w przedszkolu, a ojciec jest nauczycielem wychowania fizycznego w publicznej szkole Im. Marii Konopnickiej w Krajence. Ukończyła Liceum Ogólnokształcące o profilu humanistycznym w Poznaniu oraz studia licencjackie na kierunku kulturoznawstwo o profilu grafika projektowa w Wyższej Szkole Nauk Humanistycznych i Dziennikarstwa w Poznaniu. Do Warszawy przeprowadziła się, kiedy dostała pracę jako menedżerka w showroomie Coctail’me.
W 2009 założyła internetowy blog maffashion.pl poświęcony modzie, na którym prezentowała stylizacje. W 2012 strona znalazła się na siódmym miejscu rankingu blogów modowych według miesięcznika „Press”. W 2011 współprowadziła z Jessicą Mercedes autorski program modowy J&J Fashion Show dla Eska TV. Wzięła udział w kampanii reklamującej kolekcję jesień/zima 2011 marki odzieżowej Hector&Karger, której pokaz odbył się 31 sierpnia 2011 w Poznaniu.
W 2012 stworzyła z projektantką Martą Gajewską markę odzieżową „Staff by Maff”.
W 2013 jako jedna z czterech wyróżnionych blogerek z całego świata wzięła udział w kampanii młodzieżowej marki odzieżowej Bershka. W styczniu 2013 po raz pierwszy pojawiła się na okładce magazynu „KMAG” i została polską ambasadorką marki Gatta z okazji 20-lecia jej istnienia. Wcześniej firma zaoferowała modelce współpracę, a ubrania przez nią zaprojektowane znalazły się w sklepach stacjonarnych w całej Polsce. Oprócz tego Kuczyńska została twarzą australijskiej marki odzieżowej BlackMilk Clothing. Wzięła udział w spotach reklamujących jogurt Danone. Również w 2013 wystąpiła w talk-shows: 20m2 Łukasza Jakóbiaka i Kuba Wojewódzki, a także była narratorką serialu Viva Polska Miłość na bogato. Została wyróżniona tytułem Człowieka Roku Internetu 2013 i odebrała statuetkę Glam Awards dla blogerki roku.
W kwietniu 2014 zdjęcia prezentowanych przez nią stylizacji zostały umieszczone na stronie poświęconej modzie lookbook.nu oraz pojawiły się również w wielu magazynach branżowych: „Glamour”, „Vogue” i „Nylon”. W 2015 wystąpiła w teledysku do piosenki Kasi Moś „Pryzmat”.
W 2019 na festiwalu See Bloggers zdobyła nagrodę #Hashtag Roku dla influencera dekady.
W 2020 ubrania z jej kolekcji ubrań Eppram nosiły Kourtney Kardashian i Addison Rae, co było szeroko komentowane w ogólnopolskiej prasie.
W 2022 została ukarana przez Urząd Ochrony Konkurencji i Konsumentów za brak współpracy. 22 maja 2023 roku została skazana na karę grzywny w wysokości 10 tys.  zł za nielegalną reklamę alkoholu w internecie. Wraz z nią skazano również Macieja Musiała.
Wiosną 2024 została uczestniczką 14. edycji programu rozrywkowego Dancing with the Stars. Taniec z gwiazdami w telewizji Polsat, w której z partnerem tanecznym Michałem Danilczukiem ostatecznie zajęła 3. miejsce.

## Życie prywatne
W latach 2015–2019 była związana z Cezarym Jóźwikiem, współtwórcą kanału AbstrachujeTV na YouTube. W latach 2019–2022 była w nieformalnym związku z aktorem Sebastianem Fabijańskim, z którym ma syna, Bastiana Jana (ur. 10 września 2020).

## Filmografia
- 2016: Nieprzygotowani. Nowe pokolenie jako macocha Marioli – film dystrybuowany w Internecie
- 2017: Storyline (obsada aktorska)
- 2018: Planeta singli 2 jako Kasia
- 2019: Jak poślubić milionera jako stylistka